# 篠原さや
篠原 さや（しのはら さや、旧名：篠原沙弥、1985年9月24日 - ）は、愛媛県出身のダンサー。元女性ファッションモデル。血液型O型、身長164cm。実践女子大学卒業。愛称はSAYA（ELEVENPLAY）、しのちゃん、ニコモ時代はサヤ©。

## 略歴
- 1999年、女子小中学生向けファッション誌『ニコラ』第2回モデルオーディションに応募し、4238名の中から[2]準グランプリを獲得。以後2002年まで、同誌のニコモとして主に活動した。同期は蒼井優、榎本亜弥子など。
- 2005年12月から2008年3月まで『みんなが出るテレビ』（tvk）にレポーターとして出演していた（その際は篠原沙弥名義）。なお、在籍期間2年4ヶ月は当時の歴代女子大生レポーターの中で最長記録だった。[3]
- かつて、イトーカンパニーに所属していたが、大学と『みんなが出るテレビ』卒業を期に芸能界を引退。その後、ポニーキャニオンに勤務していたが[4]、程なくして退社した。
- 現在は、振付師のMIKIKOがTomomi Yoshimuraとともに立ち上げたダンス・カンパニー・ELEVENPLAY（イレブンプレイ）に所属し、ダンサーとして活動中。福山雅治、YUKI、Perfume、平井堅、ゴスペラーズ、YUI、2PMなどのバックダンサーを務める。
- 2014年5月から6月初旬に行われた、北米16カ所でのレディー・ガガのワールドツアー「LADY GAGA'S artRAVE: the ARTPOP ball」において、初音ミク、同じELEVENPLAYの沼田由花と共にオープニングアクトを務めた。
- 2015年、椎名林檎の「長く短い祭」のMVに主演で抜擢され注目を集める。8月16日に台湾で開催された椎名林檎 『(生)林檎博’15 －垂涎三尺－』にダンサーとして参加した。

## その他
- 漫画家の山本さほと中学の同級生である。
- 2015年8月17日放送の「魁!音楽の時間」（フジテレビ、0:50 - 1:20）の 椎名林檎 と吉田羊のスペシャル対談で、吉田は「（長く短い祭の）ビデオの中のダンサーさんがすごい印象的でしたね」「お芝居もすごくナチュラルにされていたので、どこから降って湧いた方なのかと思って」と語った。

## 出演

### 映画
- MASK DE 41（2004年）
- 花とアリス 第2章 花と嵐（2004年）
- ユダ（2004年）
- モテキ（ダンスシーン）（2011年）
- GOGO♂イケメン5 （2013年）

### TV
- Parky Party（2002年、テレビ東京）
- みんなが出るテレビ（2005年12月22日[5] - 2008年3月25日、テレビ神奈川）
- ミュージックステーション（2011年8月19日、テレビ朝日） YUKI 『Hello !』のバックダンサー
- FNS歌謡祭（2012年12月4日、フジテレビ） 平井堅 『告白』のバックダンサー
- 第56回日本レコード大賞 『トリビュートメドレー』（2014年12月30日、TBS ）
- ミュージックステーション（2015年5月29日、テレビ朝日） 星野源「SUN」のバックダンサー
- 第66回NHK紅白歌合戦（2015年12月31日、NHK） 椎名林檎「長く短い祭」のバックダンサー、星野源「SUN」のバックダンサー
- ミュージックステーション（2016年8月26日、テレビ朝日） Elevenplay x Rhizomatiks Research ドローンパフォーマンス
- うたコン（2016年9月6日、NHK） 星野源『SUN』のバックダンサー
- ZIP!（2016年9月24日、日本テレビ） ShowbizにてElevenplayが紹介
- ミュージックステーション（2016年10月15日、テレビ朝日） 星野源『恋』のバックダンサー
- ベストヒット歌謡祭2016（2015年11月17日、日本テレビ） 星野源『恋』のバックダンサー
- 第67回NHK紅白歌合戦（2016年12月31日、NHK） 星野源『恋』のバックダンサー
- CDTVスペシャル！年越しプレミアライブ（2017年1月1日、TBS） 星野源『恋』のバックダンサー

### CM・広告
- ナルミヤ・インターナショナル デイジーラヴァーズ（2001年 - 2002年 ）イメージキャラクター
- イオン ヒートファクト 「ファッション」篇（2009年） 共演：木下優樹菜
- グリコ アイスの実 「Get on the Bus」篇（2010年） 共演：井上真央
- MTV×DAM WANNASING Crystal Kay スポットCM 「MTV×DAM WANNASING KARAOKEE CHART TOP20 supported by 第一興商」（2010年）
- リーバイス Hip Live（2010年）
- 味の素 ノ・ミカタ 「しじみ娘登場」篇（2011年）
- YUKI 『Hello !』（2011年）
- キーエンス 「その会社、キーエンス!」篇（2012年）
- 佐藤製薬　ストナリニS 「ダンス広場」篇（2012年）
- BACARDIモヒート発売記念イベント『THE PARTY』@六本木ヒルズアリーナ（2012年）
- Nature's Way 『chant a charm』（2012年）
- E hyphen world gallery（イーハイフンワールドギャラリー） AMOYAMO×イーハイフン 「AMOYAMO in 原宿」篇（2013年）
- ダイドー/ダイドーブレンド 泡立つデミタス エスプレッソ 「SHAKE TRICK」（WEB CM、2014年）
- ラフォーレ原宿 NEW & RENEWAL OPEN用広告（2015年）

### ミュージックビデオ
- JIDORI 『Backwash』（2006年）
- Perfume 『不自然なガール』（2010年）
- スポンテニア 『JAM』（2010年）
- YUKI 『Hello !』（2011年）
- マキシマムザホルモン 『小さな君の手〜maximum the hormone』 （2012年）
- ゴスペラーズ 『It's Alright 〜君といるだけで〜』 （2012年）
- 平井堅 『告白』（2012年）
- 星野源 『SUN』（2015年）
- サカナクション  『ホーリーダンス』（2015年）
- 椎名林檎 『長く短い祭』（2015年）
- 椎名林檎 『神様、仏様』（2015年）
- 星野源 『恋』（2016年）
- LILI LIMIT 『Kitchen』（2017年）
- 星野源 『ドラえもん』（2018年）
- 椎名林檎 『JL005便で ～Flight JL005～』（2023年）

### ライブ・イベント
- FIFAクラブワールドカップ2011決勝戦 バルセロナVSサントス 開会式セレモニー・kyleeのバックダンサー（2011年12月18日、横浜国際総合競技場）
- YUKI 『YUKI LIVE “SOUNDS OF TEN” at TOKYO DOME』（ライブ中に流れる映像のダンス）（2012年5月6日）
- 初音ミク 『マジカルミライ 2014』 オープニング（2014年）
- Rhizomatiks×ELEVENPLAY 『Pulse』 メキシコツアー・「セルバンティーノ国際芸術祭」、「MUTEK MEXICO 2014」（2014年）
- レディー・ガガ 「LADY GAGA’S artRAVE: the ARTPOP ball」オープニングアクト『初音ミク×ELEVENPLAY』（2014年）
- MAAKIII 1st アルバム 『兎に角、ジェネシス!!!!!』 発売記念ワンマンSHOWCASE LIVE （2015年）
- 安川電機 ロボット村オープニングセレモニー 『YASKAWA × Rhizomatiks × ELEVENPLAY』（2015年）
- 椎名林檎 台湾ライブ 『(生)林檎博’15 －垂涎三尺－』（2015年）
- 椎名林檎 全国ツアー『椎名林檎と彼奴等がゆく百鬼夜行2015』（2015年）（映像出演）
- 星野源 全国ツアー『YELLOW VOYAGE』（2016年）
- 星野源 新春ライブ『YELLOW PACIFIC』（2017年、パシフィコ横浜）
- 星野源 全国ツアー『Continues』（2017年）

### 舞台
- ミュージカル『CHANCE』（2002年12月23日 - 24日、亀有リリオホール） 片桐麗 役
- 『艶-TSUYA-』（2009年8月15日、キネマ倶楽部（鷺ノ宮））
- ELEVENPLAY 1st stage 『so meny men, so meny mind』（2011年1月23日、EATS and MEETS Cay）
- ELEVEN PLAY Dance Installation 『dot.』（2011年11月11日 - 12日、ラフォーレミュージアム）
- ミュージカル『走れメロス』（2012年9月8日 - 11日、渋谷：オーチャードホール/9月21日 - 23日、名古屋：中日劇場/9月28日 - 30日、大阪：シアターブラバ）
- 『THE ALUCARD SHOW』（2013年8月2日 - 25日、AiiA Theater Tokyo）
- ELEVENPLAY Dance Installation 『MOSAIC』（2014年3月21日 - 23日、スパイラルホール）
- 『THE ALUCARD SHOW』（2014年11月14日 - 24日、AiiA Theater Tokyo）
- ELEVENPLAY Dance Installation 『MOSAIC Ver.1.5』（2015年4月25日 - 27日、スパイラルホール）

## 書籍

### 雑誌
- ニコラ レギュラー（2000年 - 2002年、新潮社）
- CANDy レギュラー（2001年 - 2002年、白泉社）